# Terminator: Rampage
Terminator: Rampage – gra komputerowa z gatunku first-person shooter stworzona i wydana przez Bethesda Softworks. Powstała na podstawie dwóch pierwszych filmów z serii Terminator.

## Fabuła
Gracz wciela się w żołnierza, wysłanego w czasie z 2024 do 1984 roku, w celu zniszczenia jednostki Meta-Node, wysłanej przez Skynet, w celu opanowania Cyberdyne i rozpoczęcia produkcji cyborgów.